# Stenotarsus sallei
Stenotarsus sallei is een keversoort uit de familie zwamkevers (Endomychidae). De wetenschappelijke naam van de soort werd in 1873 gepubliceerd door Henry Stephen Gorham.